# Tjokkele

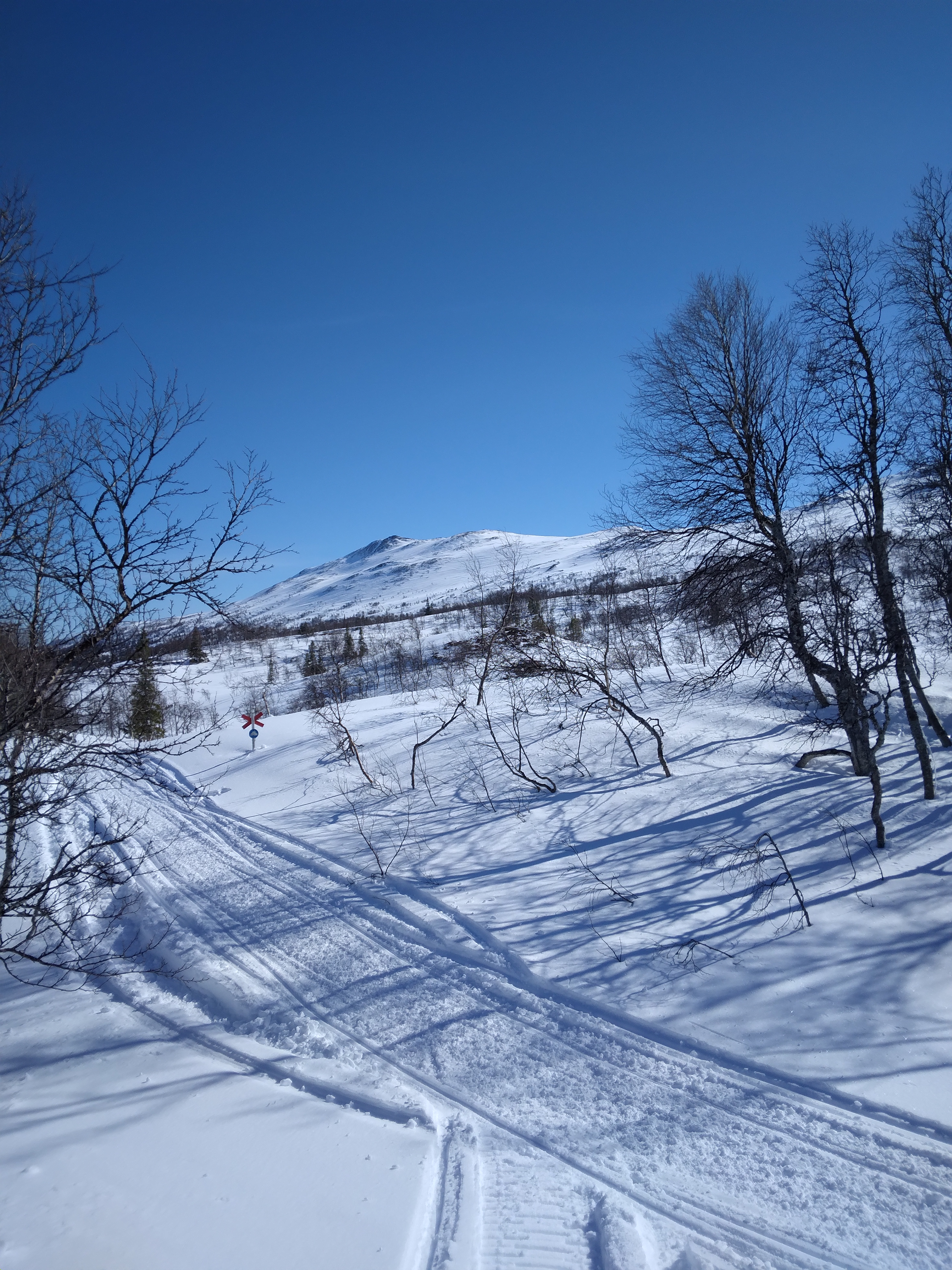
Tjokkele sedd från Sielkentjakkestugan

Tjokkele (Tjohkele) är ett fjäll i Strömsunds kommun, Jämtlands län. Fjället har en höjd på 955 m.ö.h. och ligger mellan Sielkentjakke och Härbergsdalen.